# Llista d'abats de Montserrat
Relació dels abats del monestir de Montserrat al llarg de la història. Per al període 1070-1408, quan Montserrat depenia del monestir de Santa Maria de Ripoll, indicació dels priors que el governaven en nom de l'abat de Ripoll.

## Priorat de Montserrat (1070-1408)
| - Ramon (1082-1094) - Gervasi (1088, 1101-1113/19) - Bernat (1089, 1095/96-1098) - Ramon (1105) - Berenguer Bernat (1114/19-1124) - Guillem (1131) - Ponç (1136) - Andreu (1139-1144) - Bertran (1141) - Guillem (1144-1147) - Ponç (1151-1154) | - Pere de Sesguinyoles (1156-1166) - Arnau (1159) - Bertran de Maçans (1171-1202) - Guillem Adalbert (1204-1207) - Arnau d'Olivella (1208-1221) - Ramon de Montlleó (1215) - Bernat de Peramola (1217) - Ramon (1219) - Berenguer de Bac (1223-1236) - Ramon (1227-1228) - Guillem de Bellver (1236-1246) | - Bertran de Bac (1247-1272/73), abat de Ripoll 1258 - Ramon de Calonge (1269-1271) - Pere de Bac (1273-1280) - Bernat Salvador (1284-1299) - Bernat Esquerre (1300-1321/22) - Gallard de Balaguer (1322-1328) - Joan d'Aragó (1328-1334) - Ramon de Vilaragut (1334-1348) - Jaume de Vivers (1348-1375) - Rigalt de Vergne o de Vern (1375-1384) - Vicenç de Ribes (1384-1408) |

## Monestir de Montserrat (1409-1493)
Abats en el període 1409-1493, quan el monestir estava en la Congregació Claustral Tarraconense 
- Marc de Vilalba (1409-1440)
- Antoni d'Avinyó i de Moles (1440-1450)
- Antoni Pere Ferrer (1450-1471/72)
- Giuliano della Rovere (1472-1483)[1]
- Joan de Peralta (1483-1493)

## Monestir de Montserrat (1493-1835)
Abats en el període 1493-1835, quan el monestir estava en la Congregació de San Benito de Valladolid, fins a la desamortització de Mendizábal
| - García Jiménez de Cisneros (1499-1510) - Pedro Muñoz (1510-1512) - Pedro de Burgos (1512-1536) - Miguel Pedroche (1536-1541) - Miquel Forner, primer període (1541-1544) - Alonso de Toro (1544-1545) - Miquel Forner, segon període ((1546-1553) - Diego de Lerma (1553-1556) - Benet de Tocco, primer període (1556-1559) - Bartomeu Garriga, primer període (1559-1562) - Benet de Tocco, segon període (1562-1564). Bisbe de Vic, Girona i Lleida - Felipe de Santiago, primer període (1564-1568) - Bartomeu Garriga, segon període (1568-1570) - Andrés de San Román (1570-1576) - Felipe de Santiago, segon període (1576-1578) - Andrés de Intriago (1578-1584) - Jaume Forner, president (1585) - Jaume Capmany, president (1585-1586) - Jaume Capmany (1586-1590) - Plácido Salinas (1590-1592) - Jaume Forner (1592-1595) - Antonio de Córdoba (1595) - Lorenzo Nieto, primer període (1596-1598) - Joaquim Bonanat (1598-1601) - Lorenzo Nieto, segon període (1601-1604) - Antoni Jutge, primer període (1604-1607) - Juan de Valenzuela, primer període (1607-1610) - Antoni Jutge, segon període (1610-1613) - Andrés Correa (1613-1614) - Juan de Valenzuela, segon període (1615-1617) - Josep Costa (1617-1621) | - Alonso Gómez (1621-1625) - Beda Pi (1625-1629) - Pedro de Burgos (1629-1633) - Josep Porrassa (1633-1636) - Francesc Veils (1636-1637) - Juan Manuel de Espinosa (1637-1641). Bisbe d'Urgell i arquebisbe de Tarragona - Joan Marc, president (1641) - Francesc Batlle, primer període (1641-1645) - Jaume Martí i Marvà (1645-1649) - Francesc Batlle, segon període (1649-1653) - Francisco Crespo (1653) - Milán de Miranda (1653-1657) - Jaume Saragossa (1657-1661) - Esteban Velázquez, primer període (1661-1665) - Plàcid Riquer (1665-1668) - Lluís Montserrat (1668-1669) - Esteban Velázquez, segon període (1669-1673) - Josep Ferran (1673-1677) - Plácido de la Reguera (1677-1681) - Francesc Albià (1681) - Benet de Sala i de Caramany (1682-1684). Bisbe de Barcelona i cardenal - Miquel Pujol (1684-1685) - Juan Jiménez (1685-1689) - Francesc de Cordelles (1689-1693) - Juan Jiménez (1693-1697) - Josep Ferrer (1697-1701) - Gaspar Paredes (1701-1705) - Fèlix Ramoneda (1705-1709) - Pedro Cañada (1709-1713) - Pedro Arnedo (1713) | - Manuel Marrón (1713-1717) - José Benito (1717-1721) - Esteban Rotalde (1721-1725) - Benito Tizón (1725-?) - Agustí Novell (?-?) - Benito Tizón (1733-1734) - Plàcid Cortada (1737-1741) - José Romero (1741-1745) - Carles Corts (1745-1749) - Mauro Salcedo, primer període (1749-1753) - Benet Argeric, primer període (1753-1757) - Mauro Salcedo, segon període (1757-1761) - Benet Argeric, segon període (1761-1764) - Antoni Burgués, primer període (1764) - Josep Morata (1756-1766) - Plàcid Regidor (1766-1769) - Antoni Burgués, segon període (1769-1773) - Isidoro González (1773-1777) - Pere Viver, primer període (1777-1781) - José Arredondo (1789-1793) - Pere Viver, segon període (1793-1796) - Maur Llampuig (1796) - Bernardo Ruiz (1797-1801) - Bernat Sastre (1801-1805) - Domingo Filgueira (1805-1809) - Francesc Burgués (1810-1814) - Simó de Guardiola (1814-1818) - Bernardo Bretón (1818-1824) - Josep Blanch i Graells, primer període (1824-1828) - Benito Varoja (1828-1832) - Josep Blanch i Graells, segon període (1832-1851) - Ramir Torrents i Torrents, president (1852-1853) - Ignasi Corrons, president (1853-1855) - Miquel Muntades, president (1855-1858) |

## Monestir de Montserrat a partir de la reobertura del 1844
- Miquel Muntadas i Romaní (1858-1885). El 1862, el Monestir s'uneix a la Congregació de Subiaco, integrada actualment a la Congregació de Subiaco-Montecassino
- Josep Deàs i Villar (1885-1913)
- Antoni Maria Marcet i Poal (1913-1946)
- Aureli Maria Escarré (1946-1966)
- Gabriel Maria Brasó i Tulla, abat coadjutor (1961-1966)
- Cassià Maria Just i Riba (1966-1989)
- Sebastià Bardolet i Pujol (1989-2000)
- Josep Maria Soler (2000-2021)
- Manel Gasch i Hurios (2021-...)[2]